# Clérey
Clérey är en kommun i departementet Aube i regionen Grand Est (tidigare regionen Champagne-Ardenne) i nordöstra Frankrike. Kommunen ligger  i kantonen Lusigny-sur-Barse som ligger i arrondissementet Troyes. År 2022 hade Clérey 1 150 invånare.

## Befolkningsutveckling
Antalet invånare i kommunen Clérey
Referens: INSEE